# Стационе ди Ферандина (Матера)
Стационе ди Ферандина (итал. Stazione di Ferrandina) је насеље у Италији у округу Матера, региону Базиликата.
Према процени из 2011. у насељу је живело 5 становника. Насеље се налази на надморској висини од 79 м.